# Lac des Korrigans
Pour les articles homonymes, voir Korrigan.
Le lac des Korrigans est un lac de l'île principale des îles Kerguelen, dans les Terres australes et antarctiques françaises. Il est situé sur la presqu'île du Gauss à 78 mètres d'altitude.